# 克罗托内足球俱乐部
克罗托内足球俱乐部，是意大利克罗托内的一个足球俱乐部，成立于1923年。2020–21球季在意大利足球甲級聯賽排第19位，降落乙組。 後因多名主力球員離隊, 2021–22球季在乙組亦排第19位, 再降落丙組。